# Leersia oryzoides

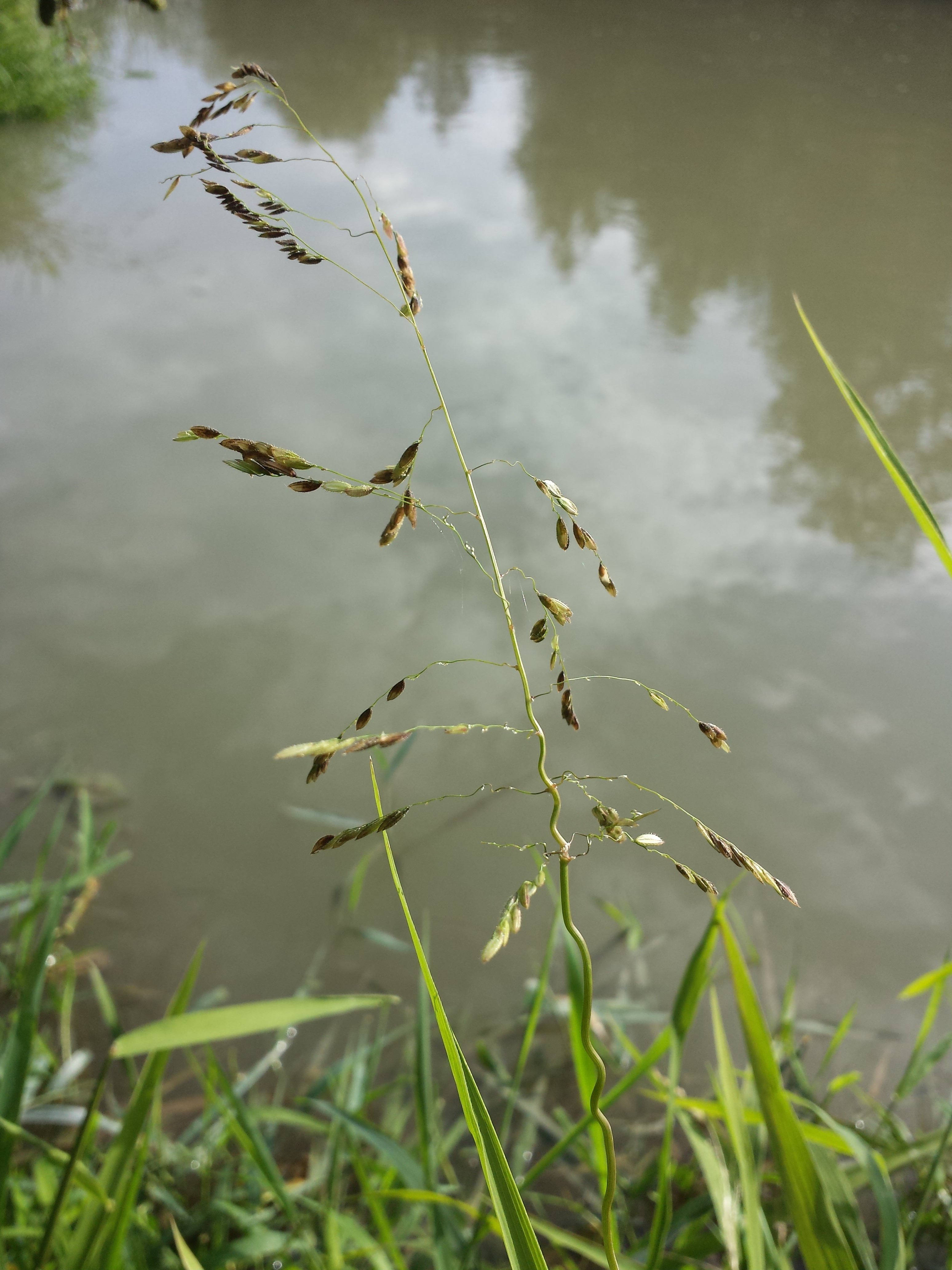

Vildris (Leersia oryzoides) är en växtart i familjen gräs.